# ملعب السلطان إسماعيل ناصر الدين شاه
ملعب السلطان إسماعيل ناصر الدين شاه (بالإنجليزية: Sultan Ismail Nasiruddin Shah Stadium)‏ هو ملعب متعدد الأغراض يقع في كوالا ترغكانو، ترغكانو، ماليزيا، يتسع لـ 15,000 متفرج.
غالبًا ما يستخدم لمباريات كرة القدم ويستضيف مباريات نادي ترغكانو 2 [الإنجليزية]. سمي هذا الملعب تيمنًا بسلطان ترغكانو إسماعيل ناصر الدين شاه.

## التاريخ
افتتح الملعب عام 1967.